# Polyura sumatrana
Polyura sumatrana är en fjärilsart som beskrevs av Hagen 1896. Polyura sumatrana ingår i släktet Polyura och familjen praktfjärilar. Inga underarter finns listade i Catalogue of Life.